# Thornlands
Thornlands är en förort till Brisbane i Australien. Den ligger i kommunen Redland och delstaten Queensland, omkring 25 kilometer sydost om centrala Brisbane. Antalet invånare var 14 694 vid folkräkningen 2016.